# غمزه اوزچلیک
غمزه اوزچلیک (ترکی استانبولی: Gamze Özçelik؛ زادهٔ ۲۶ اوت ۱۹۸۲) هنرپیشه و مدل اهل ترکیه است.